# Gánt
Gánt là một thị trấn thuộc hạt Fejér, Hungary. Thị trấn này có diện tích 58,15 km², dân số năm 2010 là 862 người, mật độ 15 người/km².